# Teatr Opery i Baletu (Albania)
Teatr Opery i Baletu (alb. Teatri i Operas dhe Baletit) – największa scena teatralna w Albanii, mająca status sceny narodowej.
Narodowa scena albańska, która miała wystawiać spektakle operowe i baletowe powstała w 1953. Pierwszym dziełem wystawionym na deskach Teatru w dniu 29 listopada 1953 była opera Rusałka Aleksandra Dargomyżskiego. Pierwszą siedzibą TOB był budynek Wyższej Szkoły Sztuk Pięknych.
Od 1966 siedzibą teatru jest budynek Pałacu Kultury, zlokalizowany w centrum Tirany, przy Placu Skanderbega. Budynek powstał w miejscu dawnego osmańskiego bazaru, który zniszczono w latach 50. Uroczyste rozpoczęcie prac budowlanych odbyło się w 1959, w czasie wizyty Nikity Chruszczowa w Tiranie. Współfinansowany przez ZSRR budynek miał być pomnikiem przyjaźni albańsko-radzieckiej. Po zerwaniu współpracy w 1961, Albańczycy dokończyli budowę własnymi siłami. Uroczysta inauguracja miała miejsce w 1966. W południowym skrzydle budynku oprócz teatru mieści się Biblioteka Narodowa Albanii.
Decyzją Rady Ministrów z dnia 4 lipca 2007 dokonano połączenia TOB z Narodowym Zespołem Pieśni i Tańca (Asambli Kombëtar të Këngëve dhe Valleve), które działają od tej pory pod wspólnym kierownictwem. Obecnie teatr zatrudnia 196 osób. W 2016 premier Albanii Edi Rama zapowiedział rekonstrukcję budynku teatru. Funkcję dyrektora teatru pełni Abigeila Voshtina.

## Dyrektorzy Teatru
- Albert Paparisto
- Mustafa Gërcaliu
- Riza Hajro
- Muharrem Denisi
- Feim Ibrahimi
- Agron Xoxa
- Zhani Ciko